# Мецинг
Мецинг (њем. Mötzing) општина је у њемачкој савезној држави Баварска. Једно је од 41 општинског средишта округа Регенсбург. Према процјени из 2010. у општини је живјело 1.463 становника. Посједује регионалну шифру (AGS) 9375171.

## Географски и демографски подаци
Мецинг се налази у савезној држави Баварска у округу Регенсбург. Општина се налази на надморској висини од 338 метара. Површина општине износи 36,2 km². У самом мјесту је, према процјени из 2010. године, живјело 1.463 становника. Просјечна густина становништва износи 40 становника/km².